# Sid Daniels
Sidney Edward Daniels (19 de noviembre de 1893 – 25 de mayo de 1983), conocido como Sid Daniels, fue un marino mercante británico y último miembro superviviente de la tripulación del famoso trasatlántico. Daniels tenía sólo 18 años cuando el naufragio del Titanic ocurrió después de chocar con un iceberg la noche del 14 al 15 de abril de 1912. Daniels sobrevivió después de subir sobre el volcado bote plegable B y fue rescatado por el Carpathia horas después. También sirvió en la Primera Guerra Mundial en la Royal Army Service Corps y en la Segunda Guerra Mundial en la Marina Mercante.

## Carrera marítima yTitanic
Daniels nació en Portsmouth, Inglaterra como uno de los nueve hijos de un vendedor de cerveza. En 1911, se unió a la tripulación del RMS Olympic en el viaje inaugural del navío. También estaba a bordo del Olympic cuando este colisionó con el HMS Hawke en el estrecho de Solent. Luego, por su excelente servicio a bordo del Olympic, fue transferido a su gemelo RMS Titanic. Cuando el navío comenzó su viaje inaugural en abril de 1912, Daniels tenía 18 años de edad.
De acuerdo con su propio relato, todo estaba tranquilo y silencioso mientras dormía en su litera hasta que uno de los vigías bajó y dijo que todos tenían que ponerse chalecos salvavidas y subir a cubierta. Daniels entonces se vistió, subió y aguardó órdenes junto con otros miembros de la tripulación. Los mayordomos recibieron la orden de despertar a los pasajeros, traer todas las mujeres y niños a la cubierta de botes y colocarlos en las barcas. Cuando terminó su tarea, solo quedaba un bote salvavidas sin arriar, que era un bote plegable colocado en el techo de los cuartos de los oficiales. La tripulación intentó bajarlo usando rampas improvisadas. Alguien pidió un cuchillo y Daniels lo entregó.
Después trepó cerca del puente y miró por los lados de babor y estribor, donde vio el nivel del agua aproximándose al puente. Decidió hacer algo tan pronto el nivel del agua le llegara a las rodillas. Tras saltar por la barandilla, se sumergió en el agua.
Temiendo que la succión lo hundiera, se alejó nadando. Vio un destello, que siempre creyó una señal sobrenatural de su difunta madre, y nadó en esa dirección alcanzando el bote plegable B que flotaba volcado. Daniels subió al casco y consiguió sentarse en la quilla del bote salvavidas.
Mientras estaban en el bote, los supervivientes oraron y aguardaron por ayuda. Daniels le dijo a un hombre mayor que estaba cansado y que iba a dormir; pero el anciano lo mantuvo despierto diciendo que no debía hacerlo. Daniels más tarde se dio cuenta de que si se hubiera dormido, nunca más habría despertado, debido a la hipotermia.
Se sentaron en el bote volcado durante la noche pero a medida que perdía estabilidad tuvieron que ponerse de pie y al amanecer un navío fue avistado. El RMS Carpathia finalmente los rescató. Una vez a bordo, Daniels probó el café por primera vez en su vida. Dijo que odiaba el sabor del café pero que no le importó porque lo mantenía caliente. Lo llevaron al hospital, donde quedó por un tiempo.

## Primera y Segunda Guerras Mundiales
Durante la Primera Guerra Mundial, Sidney Daniels se unió a la Royal Army Service Corps, pero no participó en ningún combate directo, lo que lo disgustó. Regresó a casa en 1915 y cuando fue entrevistado por un periódico local, dijo que "no podía dejar de reír al pensar en todo lo que había pasado".
Sirvió también en la Segunda Guerra Mundial en la Marina Mercante británica.

## Vida personal
En 1916 se casó con Gertrude Jessie Edbrooke (1894-1918), hermana de su colega en el Titanic, Francis Edbrooke. No tuvieron hijos y ella falleció en 1918. En 1920 Sid se volvió a casar con Alfreda Kathleen Clements (1895-1989) y tuvieron siete hijos: Kathleen (1922-1966), Sidney (1925), Albert (1928), Robert John (1930-1981), Marion (1932), Richard (1935) y Jean (1938). Tras la muerte de Sid Daniels, su viuda se trasladó a Surrey pero a su muerte, Alfreda fue enterrada junto a su marido en Portsmouth.

## Muerte
Daniels murió en su casa en Portsmouth, el 25 de mayo de 1983, a los 89 años de edad. Vivió más que cualquier otro miembro superviviente de la tripulación del Titanic, aunque muchos pasajeros supervivientes vivieron más que él. La última pasajera superviviente, Millvina Dean murió 26 años más tarde en 2009.